# Kroatische Eishockeyliga 2015/16
Die Saison 2015/16 war die 25. Spielzeit der kroatischen Eishockeyliga, der höchsten kroatischen Eishockeyspielklasse. Es nahmen vier Mannschaften teil, Meister wurde erneut der KHL Medveščak Zagreb II, der in den Play-offs auf Spieler des KHL-Teams zurückgriff.

## Teilnehmer und Modus
An der Austragung 2015/16 nahmen die vier Teilnehmer des Vorjahres teil. Nach der Hauptrunde mit zwölf Partien je Mannschaft folgten die Play-offs um die kroatische Meisterschaft. Für einen Sieg nach regulärer Spielzeit gab es drei Punkte, ein Erfolg nach Verlängerung oder Penaltyschießen wurde mit zwei Punkten belohnt, während eine Niederlage nach Verlängerung oder Penaltyschießen noch einen Punkt brachte. Für eine Niederlage nach regulärer Spielzeit erhielt der betroffene Klub keinen Punkt.

## Hauptrunde
| Pl. |                         | Sp | S | OTS | OTN | N  | Tore    | Punkte |
| 1.  | KHL Mladost Zagreb      | 12 | 9 | 1   | 0   | 2  | 120:047 | 29     |
| 2.  | KHL Zagreb              | 12 | 8 | 0   | 1   | 3  | 75:061  | 25     |
| 3.  | KHL Medveščak Zagreb II | 12 | 6 | 0   | 0   | 6  | 91:068  | 18     |
| 4.  | KHL Sisak               | 12 | 0 | 0   | 0   | 12 | 040:150 | 0      |

Abkürzungen: Pl. = Platz, Sp = Spiele, S = Siege, OTS = Siege nach Verlängerung (Overtime), OTN = Niederlagen nach Verlängerung, N = Niederlagen

## Play-offs

### Halbfinale
- 7. März 2016: KHL Mladost Zagreb – KHL Sisak 17:7 (4:1, 6:3, 7:3)
- 11. März 2016: KHL Sisak – KHL Mladost Zagreb 2:21 (1:6, 1:8, 0:7)

- 21. März 2016: KHL Zagreb – KHL Medveščak Zagreb II 2:5 (0:1, 1:2, 1:2)
- 22. März 2016: KHL Medveščak Zagreb II – KHL Zagreb 6:1 (2:0, 1:0, 3:1)

### Finale
- 26. März 2016: KHL Mladost Zagreb – KHL Medveščak Zagreb II 3:4 n. V. (0:1, 1:1, 2:1, 0:1)
- 1. April 2016: KHL Medveščak Zagreb II – KHL Mladost Zagreb 7:4 (2:2, 1:1, 4:1)

## Auszeichnungen
- Bester Torhüter:  Tihomir Filipec (KHL Zagreb)
- Topscorer:  Tadija Mirić (KHL Mladost Zagreb), 31 Scorerpunkte
- Wertvollster Spieler der Hauptrunde:  Tadija Mirić (KHL Mladost Zagreb)
- Wertvollster Spieler der Playoffs:  Ivan Ružić (KHL Medveščak Zagreb II)